# Championnat d'Uruguay de football 1927
Navigation
Édition précédente Édition suivante
| \| Montevideo: · Nacional · Peñarol · Wanderers · Belgrano · Charley · Liverpool · Lito · Rampla Juniors · Central · Sud América · Misiones · Defensor · Bella Vista · Uruguay Athletic · Racing Club · Olimpia · Capurro · Cerro · Solferino · Rosarino Central Montevideo Universal \| Localisation des clubs engagés dans le championnat. |
| Montevideo: · Nacional · Peñarol · Wanderers · Belgrano · Charley · Liverpool · Lito · Rampla Juniors · Central · Sud América · Misiones · Defensor · Bella Vista · Uruguay Athletic · Racing Club · Olimpia · Capurro · Cerro · Solferino · Rosarino Central Montevideo Universal                                                           |

La 26e édition du championnat d'Uruguay de football est remportée par le Rampla Juniors Fútbol Club. C’est le premier titre de champion du club. Le Rampla Juniors l’emporte avec 3 points d’avance sur le Club Atlético Peñarol. Club Nacional de Football complète le podium. 

## Les clubs de l'édition 1927
| Club                             | Stade                    | Capacité | Ville            |
| -------------------------------- | ------------------------ | -------- | ---------------- |
| Club Atlético Bella Vista        | -                        | -        | Montevideo       |
| Belgrano Football Club           | -                        | -        | Montevideo       |
| Capurro                          | -                        | -        | Montevideo       |
| Central Español Fútbol Club      | -                        | -        | Montevideo       |
| Club Atlético Cerro              | -                        | -        | Montevideo       |
| Defensor Sporting Club           | -                        | -        | Montevideo       |
| Club Atlético Lito               | -                        | -        | Montevideo       |
| Liverpool Fútbol Club            | -                        | -        | Montevideo       |
| Misiones Football Club           | -                        | -        | Montevideo       |
| Montevideo Wanderers Fútbol Club | -                        | -        | Montevideo       |
| Club Nacional de Football        | -                        | -        | Montevideo       |
| Olimpia                          | -                        | -        | Montevideo       |
| Club Atlético Peñarol            | -                        | -        | Montevideo       |
| Racing Club de Montevideo        | -                        | -        | Montevideo       |
| Rampla Juniors Fútbol Club       | -                        | -        | Montevideo       |
| Rosarino Central                 | -                        | -        | Montevideo       |
| Solférino                        | -                        | -        | Montevideo       |
| Institución Atlética Sud América | -                        | -        | Montevideo       |
| Universal Football Club          | -                        | -        | San José de Mayo |
| Uruguay Athletic Club            | Cancha de Punta Carretas | -        | Montevideo       |

## Compétition

### Classement
Le classement est établi sur le barème de points suivant : victoire à 2 points, match nul à 1, défaite à 0.
| Rang | Équipe                           | Pts | J  | G  | N  | P  | Bp | Bc | Diff |
| ---- | -------------------------------- | --- | -- | -- | -- | -- | -- | -- | ---- |
| 1    | Rampla Juniors Fútbol Club       | 57  | 38 | 25 | 7  | 6  | 63 | 19 | +44  |
| 2    | Club Atlético Peñarol T          | 54  | 38 | 22 | 10 | 6  | 63 | 33 | +30  |
| 3    | Club Nacional de Football        | 49  | 38 | 20 | 9  | 9  | 58 | 37 | +21  |
| 4    | Montevideo Wanderers             | 48  | 38 | 21 | 6  | 11 | 66 | 36 | +30  |
| 5    | Institución Atlética Sud América | 45  | 38 | 16 | 13 | 9  | 48 | 32 | +16  |
| 6    | Defensor Sporting Club P         | 43  | 38 | 16 | 11 | 11 | 58 | 40 | +18  |
| 7    | Misiones Football Club P         | 42  | 38 | 18 | 6  | 14 | 51 | 38 | +13  |
| 8    | Olimpia P                        | 41  | 38 | 15 | 11 | 12 | 50 | 51 | -1   |
| 9    | Club Atlético Lito               | 40  | 38 | 15 | 10 | 13 | 53 | 46 | +7   |
| 10   | Club Atlético Bella Vista        | 40  | 38 | 15 | 10 | 13 | 47 | 38 | +9   |
| 11   | Uruguay Athletic Club            | 39  | 38 | 13 | 13 | 12 | 39 | 45 | -6   |
| 12   | CapurroP                         | 37  | 38 | 14 | 9  | 15 | 54 | 53 | +1   |
| 13   | Club Atlético Cerro P            | 37  | 38 | 14 | 9  | 15 | 47 | 56 | -9   |
| 14   | Liverpool Fútbol Club            | 36  | 38 | 13 | 10 | 15 | 37 | 53 | -16  |
| 15   | Racing Club de Montevideo        | 36  | 38 | 14 | 8  | 16 | 48 | 62 | -14  |
| 16   | Central Español Fútbol Club      | 34  | 38 | 10 | 14 | 14 | 43 | 46 | -3   |
| 17   | Solferino P                      | 30  | 38 | 10 | 10 | 18 | 43 | 60 | -17  |
| 18   | Rosarino Central P               | 24  | 38 | 8  | 8  | 22 | 27 | 50 | -23  |
| 19   | Belgrano Football Club           | 18  | 38 | 7  | 4  | 27 | 17 | 63 | -46  |
| 20   | Universal Football Club          | 10  | 38 | 2  | 6  | 30 | 24 | 78 | -54  |

| Légende : Qualifications et relégations | Légende : Qualifications et relégations |
| --------------------------------------- | --------------------------------------- |
|                                         | Champion d’Uruguay                      |
|                                         | Relégation en deuxième division         |
|                                         | T : Tenant du titre P : Promus          |

## Bilan de la saison
| Championnat d'Uruguay de football 1927                             | |
| Champion                                                           | Rampla Juniors Fútbol Club (1er titre)                                                                |
| Promotions et relégations                                          | |
| Promus en Primera División                                         | Colón Fútbol Club                                                                                     |
| Relégués en Championnat d'Uruguay de football de deuxième division | Universal Football Club Belgrano Football Club Rosarino Central Solferino Central Español Fútbol Club |